# Стојан Малбашић
Стојан Малбашић (Бања Лука, 15. септембар 1959) бивши је српски и југословенски фудбалер.

## Каријера
Стојан Малбашић је рођен 15. септембра 1959. године у Бањој Луци. Поникао је у фудбалском клубу Борац из Бања Луке, играо је на позицији одбрамбеног играча. Једну сезону је наступао за градског ривала БСК Бања Лука. Почетком осамдесетих дебитовао је за први тим Борца и целу фудбалску каријеру је провео у „црвено−плавом” дресу. Био је стандардни првотимац, а највећи успех са клубом је био када су освојили Куп Југославије 1988. године. Малбашић је четири дана пре финалне утакмице зарадио повреду, није требало да игра, али је ипак изашао на терен и одиграо свих деведесет минута. У финалу је Борац победио са 1:0 Црвену звезду на стадиону ЈНА голом Лупића.
Играчку каријеру је завршио у Борцу 1992. године, после освојеног турнира Митропа куп у италијанском граду Фођа. Након тога је остао да ради у клубу, прво као тренер у сезони 2002/03. и био је на функцији директора „црвено−плавих”.

## Трофеји
- Борац Бања Лука
  - Куп Југославије: 1988.
  - Митропа куп: 1992.